# Lygodactylus bradfieldi
Lygodactylus bradfieldi (карликовий гекон Бредфілда) — вид геконоподібних ящірок родини геконових (Gekkonidae). Мешкає в Південній Африці. Вид названий на честь південноафриканського фермера і натураліста Р. Д. Бредфілда (1882–1949).

## Опис
Довжина карликових геконів Бредфілда (без врахування хвоста) становить 3 см. Верхня частина тіла сірувато-коричнева, поцяткована білими і чорними смугами, нижня частина тіла кремова.

## Поширення і екологія
Карликові гекони Бредфілда мешкають на півдні Анголи, в Намібії, Ботсвані, на південному заході Зімбабве та на північному заході і північному сході ПАР. Вони живуть в саванах і чагарникових заростях, віддають перевагу заростям Senegalia і Vachellia в долинах річок. Відкладають яйця.